# Kippel
Kippel es una comuna suiza del cantón del Valais, situada en el distrito de Raroña occidental. Limita al noroeste con la comuna de Kandersteg (BE), al este con Wiler (Lötschen), al sureste con Niedergesteln, y al oeste con Ferden.
Kippel es un pueblo tradicional suizo donde sus habitantes llevan un estilo de vida tradicional. Situado en la montaña, a unos 2500 metros de altitud, su mayor atractivo son sus casitas de madera con diseños de roseta y diente de perro.
El 28 de mayo de 2025, se llevaron a cabo evacuaciones preventivas a lo largo del río Lonza en Wiler y Kippel ante el riesgo de inundación por una posible ruptura de una presa de escombros después del colapso del glaciar Birch, que sepultó la localidad de Blatten.